# Руска граматика
Руската граматика прилага индоевропейска склонителна структура, но със значително приспособяване.
Руският се отличава със силно инфлексивна морфология, особено при имената (съществителните, местоименията, прилагателните и числителните). Синтаксисът на книжовния език е смес от църковнославянско наследство, разнообразни заети и приспособени конструкции, и стандартизирана народна основа.
Говоримият руски е повлиян от книжовния, но притежава и свои характерни черти. Руските диалекти имат различни нестандартни граматически особености, някои от които са архаизми или наследници на стари форми, отхвърлени от книжовния език.
В руските среди много термини се използват за описание на граматиката със значението си спрямо историческото развитие на руския език, вместо с това в английски или др. езици; например аористът и имперфектът са считани за глаголни времена вместо видове, защото в древния език примери за тях е имало както сред свършените, така и сред несвършените глаголи. Освен това в рускоговорещите среди стандартно винителният падеж е анализиран след дателния и преди творителния, а в таблиците по-долу се появява между именителния и родителния падеж.